# HD 47186 b
HD 47186 b是一顆距離地球約123光年的太陽系外行星，位於大犬座，母恆星是HD 47186。它的質量下限是地球的22.78倍，並且和母星的距離相當接近飛馬座51b和飛馬座51的距離，因此公轉週期只有4.0845日，軌道離心率0.038，相當接近公轉週期5.66年的HD 70642 b。

## 外部連結
- . Exoplanets.   [2012-07-01]. （原始内容存档于2012-03-04）.